# هیره‌واردن
هیره‌واردن (به هلندی: Heerewaarden) یک منطقهٔ مسکونی در هلند است که در ماس‌دریل واقع شده‌است. هیره‌واردن ۱٬۴۶۳ نفر جمعیت دارد.